# Vicente Zeballos

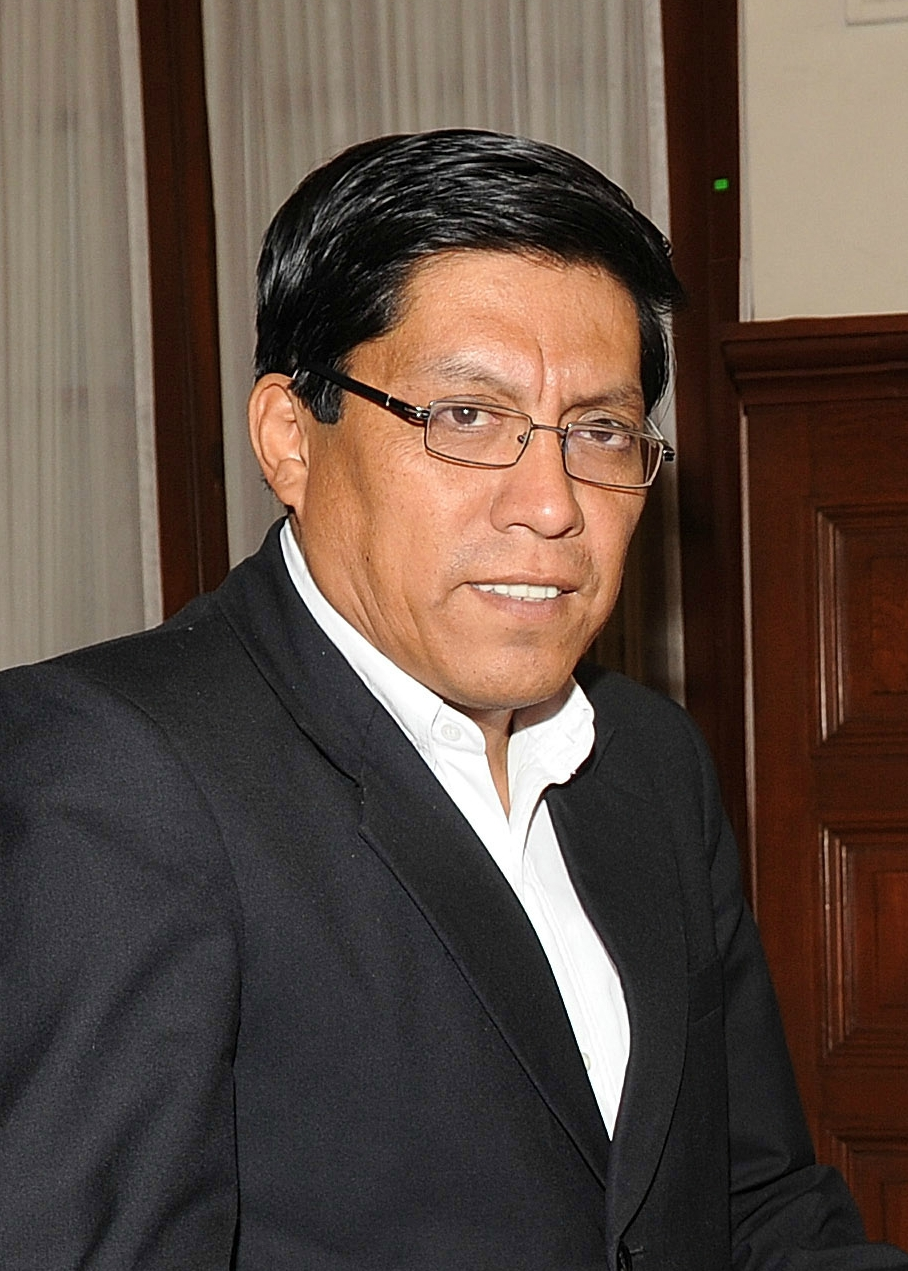
Vicente Zeballos (2018)

Vicente Antonio Zeballos Salinas (* 10. Mai 1963 in Moquegua) ist ein peruanischer Politiker und Jurist, der vom 30. September 2019 bis 15. Juni 2020 Premierminister von Peru war. Zuvor war er Justizminister von 2018 bis 2019. Er ist dafür bekannt, dass er Proteste gegen die dritte Wahl des damaligen Präsidenten Alberto Fujimori im Jahr 2000 angeführt hatte. Er ist seit 2017 Mitglied der Partei Peruanos Por el Kambio und war davor Mitglied der Unión por el Perú.

## Karriere
Zeballos ging an der Simón-Bolívar-Schule in Moquegua. Er trat in die Universidad Inca Garcilaso de la Vega ein, wo er Jura und Politikwissenschaft studierte und seinen Abschluss in Rechtswissenschaften erhielt. Er spezialisierte sich auf Verfassungsrecht und Politikwissenschaft am Centro de Estudios Políticos y Constitucionales in Madrid (Spanien). Er wurde auch an der Universität Complutense Madrid in Verfassungsrecht promoviert. Von 2003 bis 2006 war er Bürgermeister der Provinzgemeinde Mariscal Nieto in der Region Moquegua. 2011 wurde er als Abgeordneter des Kongress der Republik Peru gewählt, wo er die Region Moquegua vertrat. Er wurde am 28. Juni 2018 zum Justizminister ernannt. 2019 wurde er zum Premierminister ernannt.